# Ophthalmis intermedia
Ophthalmis intermedia là một loài bướm đêm trong họ Noctuidae.